# Ötztaler Mopedmarathon

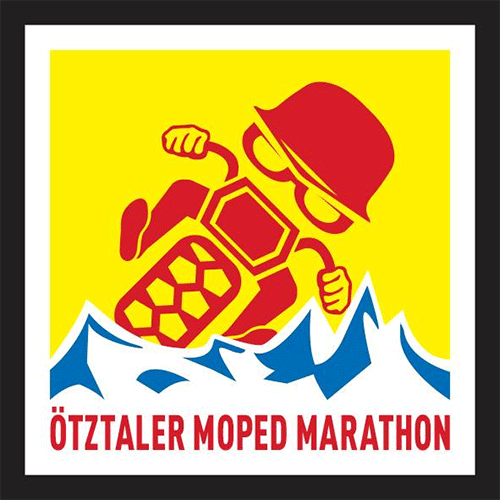
Logo des Ötztaler Mopedmarathon

Der Ötztaler Mopedmarathon (ÖMM) ist eine Vereinsausfahrt für einspurige Kleinkrafträder des Ötztaler Moped Vereins mit Sitz in Gurgl im Bezirk Imst, die seit 2013 jedes Jahr Ende Juni ausgetragen wurde und bis 2018 dem Streckenverlauf des Ötztaler Radmarathon folgte. Der Ötztaler Mopedmarathon gilt als eine feste Größe im internationalen Motorsport-Bereich. 2020 wurde der Ötztaler Mopedmarathon aufgrund der COVID-19-Pandemie abgesagt. Im Jahr 2022 fand die letzte Vereinsausfahrt unter dem Namen Mopedmarathon statt. Seit 2023 findet das Event unter dem Namen Ötztaler Moped Treffen statt.

## Wertung
Zusätzlich zu den Kleinkrafträdern fuhr ein Rennradfahrer im Feld mit, dieser gab die schnellste Zeit vor. Die Wertung erfolgte nach dem zeitlichen Abstand zur Mittelzeit. Diese wurde aus der Zeit des mitfahrenden Radfahrers und des zuletzt ankommenden Kleinkraftrades gebildet. Es gab eine getrennte Wertung für Mopeds mit Automatikgetriebe und Schaltgetrieben.

## Teilnehmer

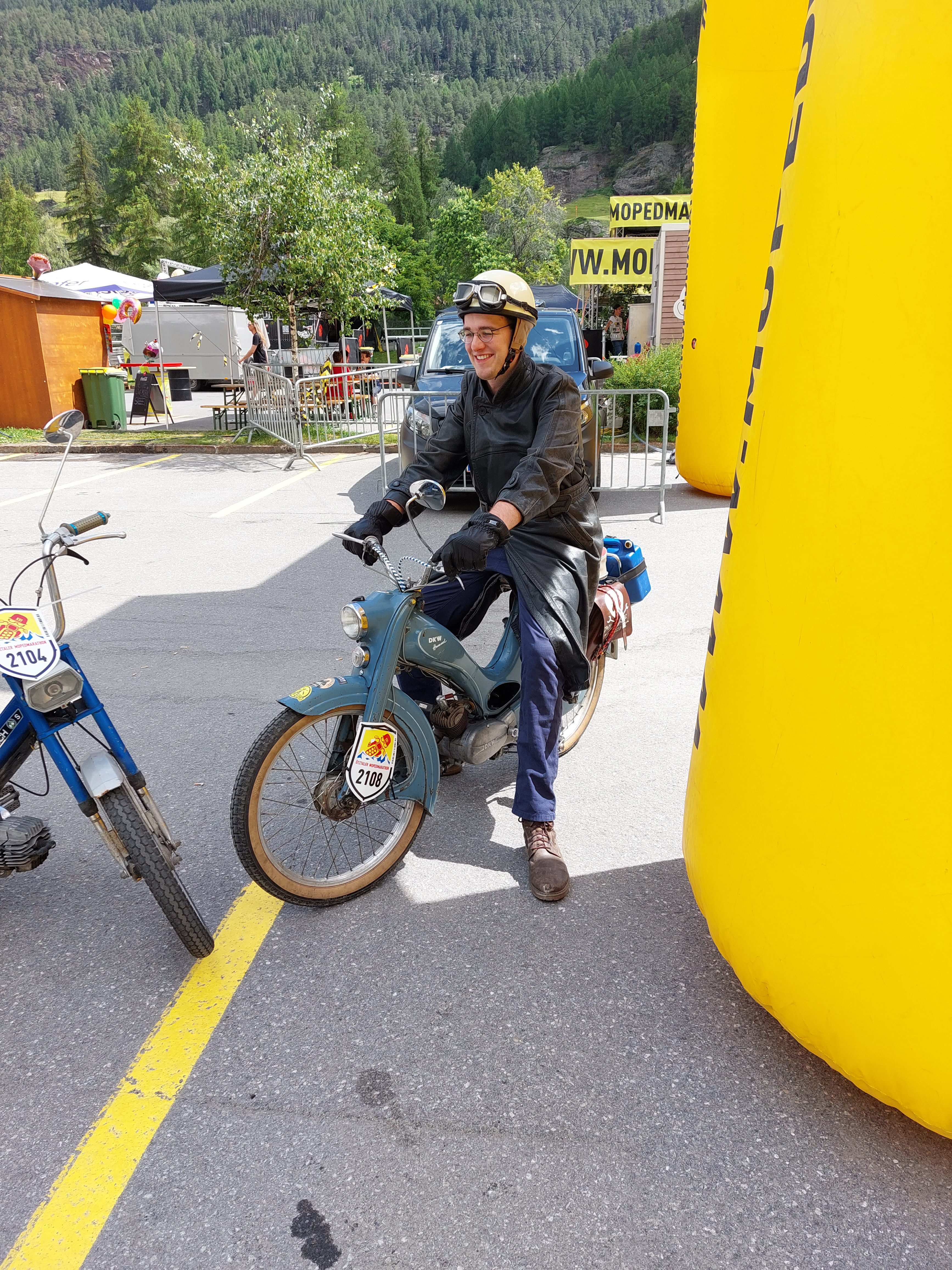
ÖMM Teilnehmer auf einer DKW Hummel

Die Anmeldung erfolgt über eine Website, die Teilnehmerzahl ist seit 2016 begrenzt. Die Mopeds mussten 2 Räder in einer Spur haben. Für die Motoren galt ein Limit von 50 Kubikzentimetern und sie durften nicht getunt („frisiert“) sein. Die Teilnahme mit Kleinmotorrädern (> 50 cm³) war nicht gestattet.
Im Jahr 2015 sind von 478 Startern 78 nicht im Ziel angekommen. Im Jahr 2016 waren Teilnehmer aus Österreich, der Schweiz, Tschechien, Italien und Deutschland dabei. Im Jahr 2017 waren mehr als 20 Prozent der Teilnehmer weiblich. Im Jahr 2019 kamen 291 Teilnehmer nicht ins Ziel.
| Jahr | Teilnehmer |
| ---- | ---------- |
| 2013 | 6          |
| 2014 | 130        |
| 2015 | 478        |
| 2016 | 1111       |
| 2017 | 1513       |
| 2018 | 1807       |
| 2019 | 2018       |
| 2022 | 2500       |

## Strecke von 2013 bis 2018

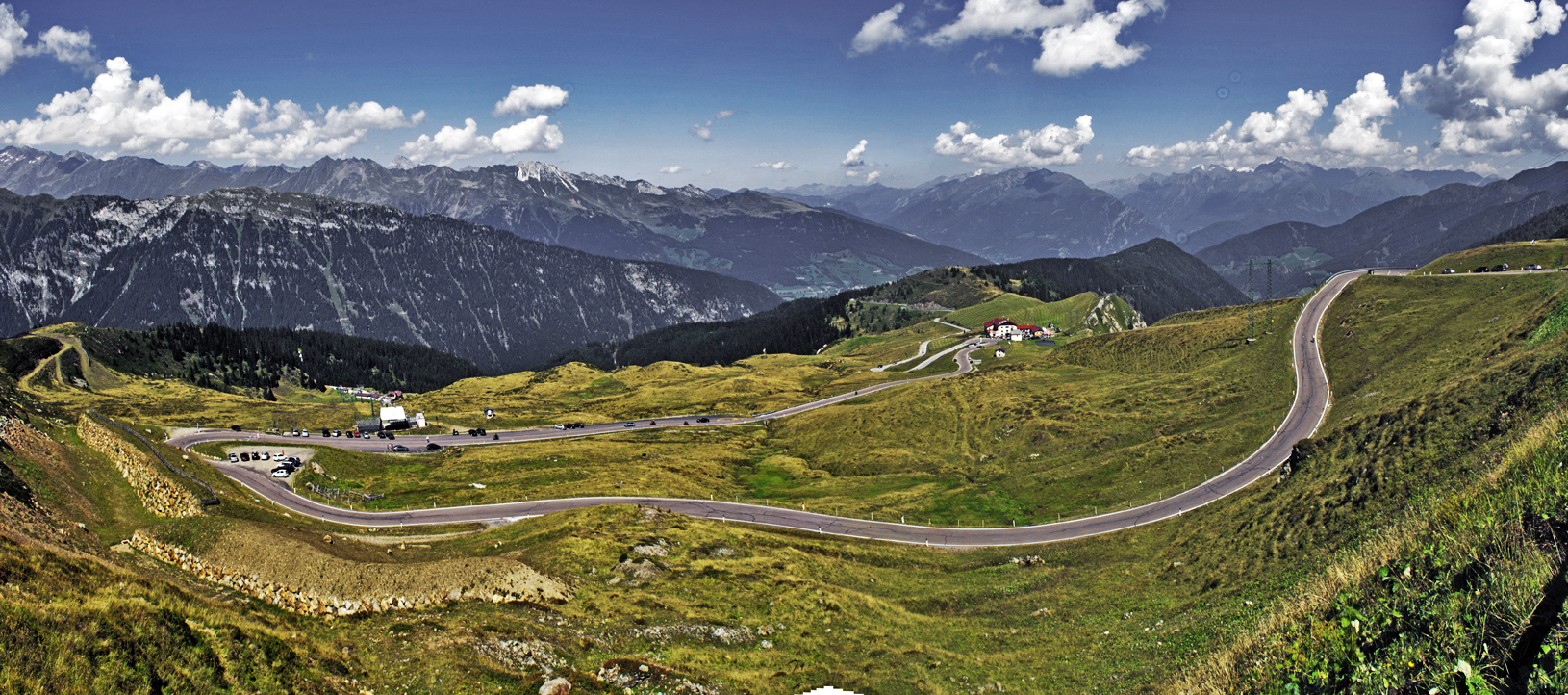

Die Vereinsausfahrt hatte eine offizielle Länge von 238 km und führte über 5500 Höhenmeter, zu deren Bewältigung die Fahrer zwischen rund 7 und 13 Stunden benötigten.

### Pässe
Die Vereinsausfahrt fuhr von Sölden im Ötztal über vier Pässe:
- Kühtaisattel (+1.200 Hm)
- Brennerpass (+780 Hm)
- Jaufenpass (+1.130 Hm)
- Timmelsjoch (+1.760 Hm)

### Streckenverlauf
Sölden (1.377 m) – Längenfeld – Umhausen – Oetz (820 m) – Kühtai (2.020 m) – Kematen in Tirol – Völs – Innsbruck (600 m) – Sonnenburgerhof – Schönberg im Stubaital – Matrei am Brenner – Steinach am Brenner – Gries am Brenner – Brenner (1.374 m) – Sterzing (948 m) – Jaufenpass (2.090 m) – St. Leonhard in Passeier (689 m) – Timmelsjoch (2.509 m) – Sölden (1.377 m).

## Strecke 2019
Die Strecke hatte eine Länge von 206 km und insgesamt 6763 Höhenmeter. Die Fahrzeit betrug zwischen 7 und 12 Stunden.

### Streckenverlauf
Sölden (1.377 m) – Längenfeld – Umhausen – Oetz (820 m) – Haiminger Sattele (1.690 m) – Umhausen  (1.031 m)  – Niederthai (1.538 m) – Längenfeld (1.179 m) – Sölden (1.377 m) – Timmelsjoch (2.509 m) – Rabenstein (1.419 m) – Timmelsjoch (2.509 m) – Sölden (1.377 m).